# Ardeotis
Ardeotis là một chi chim trong họ Otididae.

## Hình ảnh

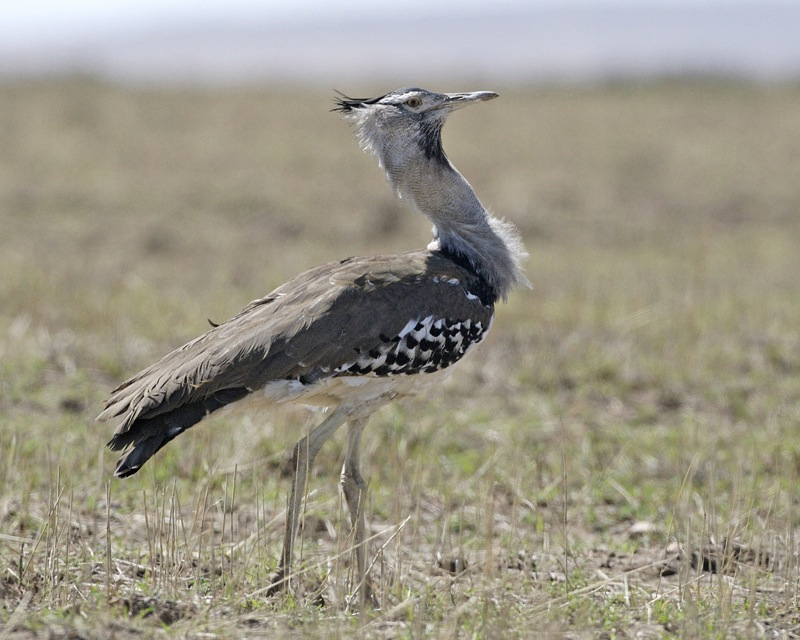
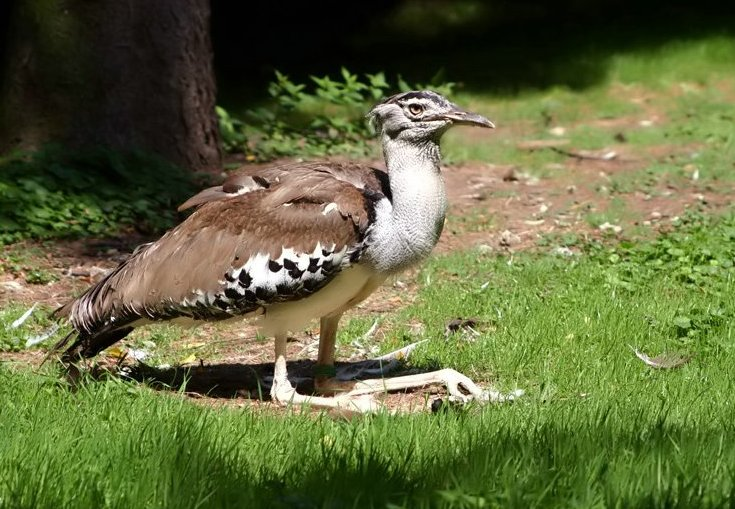